# Distretto di Eduardo Villanueva
Il distretto di Eduardo Villanueva è uno dei sette distretti  della provincia di San Marcos, in Perù. Si trova nella regione di Cajamarca e si estende su una superficie di 63,13 chilometri quadrati.

Istituito il 29 dicembre 1984, ha per capitale la città di La Grama; al censimento 2005 contava 2.472 abitanti.